# Saint-Vert

Saint-Vert este o comună în departamentul Haute-Loire, Franța. În 2009 avea o populație de 107 de locuitori.

## Vezi și

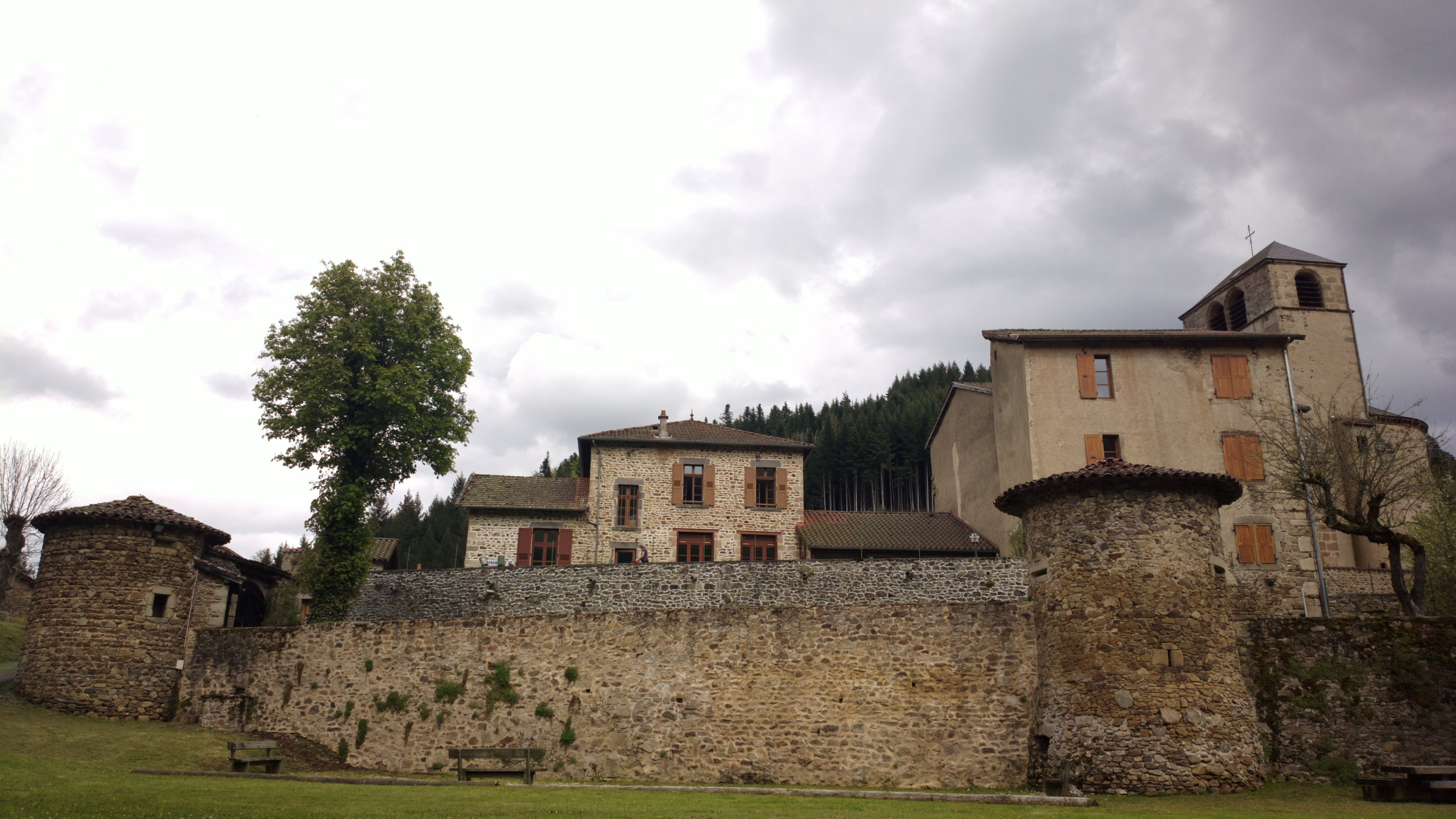